# Bench Maji
Bench Maji är en zon i Etiopien.   Den ligger i regionen Ye Debub Biheroch Bihereseboch na Hizboch, i den sydvästra delen av landet, 500 km sydväst om huvudstaden Addis Abeba. Antalet invånare är 652 531.
Bench Maji delas in i:
- Meinit
- Dizi
- Bench
- Menjo